# Dračík
Dračík (Penstemon) je rod vyšších dvouděložných rostlin z čeledi jitrocelovité (Plantaginaceae).

## Synonyma
České - jenotina.

## Použití
Některé druhy lze v ČR použít jako okrasné rostliny. Je to krásný polokeř pro skalky.